# (41107) Ropakov
(41107) Ropakov est un astéroïde de la ceinture principale.

## Description
(41107) Ropakov est un astéroïde de la ceinture principale. Il fut découvert le 1er novembre 1999 à Uccle par Eric Walter Elst et Sergueï Ipatov. Il présente une orbite caractérisée par un demi-grand axe de 2,47 UA, une excentricité de 0,26 et une inclinaison de 5,4° par rapport à l'écliptique.

## Compléments